# Gen SBDS
Su nombre proviene del Síndrome de Shwachman-Bodian Diamond (SBDS, por sus siglas en inglés) causado por mutaciones en la secuencia del gen SBDS, este síndrome es de carácter autosómico recesivo y puede causar deficiencia pancreática, anomalías esqueléticas y deficiencias en la médula ósea , además de predisposición a anemia aplásica idiopática. Codifica a una proteína altamente conservada que se ve implicada en la maduración de la subunidad 60S ribosomal mediante interacciones con factores de elongación ribosomal. Este gen puede encontrarse en eucariontes y en arqueas.
SBDS tiene un transcripto de 1.6 kb y codifica para una proteína de aproximadamente 250 aminoácidos. Un transcripto de pseudogén, nombrada SBDSP, tiene una identidad del 97% con el gen SBDS, contiene delaciones y cambios de nucleótidos que interrumpen el potencial de codificación, este se encuentra en un segmento local duplicado de 305 kb.

## Posibles Funciones
No se conocen todas las funciones asociadas a SBDS, pero múltiples experimentos han llevado a posibles conclusiones:
- SBDS es clave en la liberación y reciclaje del factor Tif6 del pre-60S ribosomal, un paso importante para la maduración de 60S y la activación traduccional de ribosomas.
- SBDS estabiliza el huso mitótico para prevenir la inestabilidad genómica. La reducción de gen SBDS usando siRNA en fibroblastos resultó en un incremento de anormalidades mitóticas y aneuploidía a través del tiempo.[3]
- Se demostró que las células HEK293 con SBDS reducido eran hipersensibles a múltiples tipos de daño en DNA y al estrés inducido de retículo endoplásmico. Indicando posibles funciones fuera de la maduración de ribosomas.[4]
- SBDS funciona como agente catalítico de EFL1, reduciendo su constante de disociación con GDP. SBDS actúa como un factor intercambiado de nucleótido de guanina, promoviendo la activación de EFL1 tras la liberación de GDP.[5]
- Al bajar la expresión de SBDS en células HEK293 se encontró acumulación de RNA pequeño, así como afecciones críticas en genes involucrados en el desarrollo y función del cerebro, morfoneogénesis de hueso, proliferación y diferenciación de células sanguíneas, y adherencia celular.
- Reducción en la expresión de SBDS también a resultado en un incremento de apoptosis en células eritroides en fase de diferenciación debido a niveles elevados de ROS. Por lo que SBDS es importante para que la eritropoyesis se lleve a cabo de forma normal.[6]

## Interacciones
Existe poca información sobre la función y reacciones realizadas por SBDS, pero se cree que podría interactuar con:
- CLN3[7] - Regulada por SBDS, conclusiones a partir genes ortólogos, Btn1p y Sdo1p en levadura.
- HsNip7[8]
- NIP7, NPM1
- RPA1
- PRKDC
- EFL1[9] - Juntos estimulan la liberación de EIF6.
- RPL4, DNA-PK, RPA70 - Proteínas de reparación de ADN.

## Relevancia Clínica[10]
Es una enfermedad rara, su frecuencia es de 1 en 75000.

| Organismo                    | Identificador en NCBI |
| ---------------------------- | --------------------- |
| Canis lupus familiaris       | 607017                |
| Bos tauris                   | 513237                |
| Mustela putorius furo        | 101684937             |
| Sus scrofa                   | 100516003             |
| Ailuropoda melanoleuca       | 100473567             |
| Macaca fascicularis          | 102133379             |
| Equus caballus               | 100060921             |
| SBDS en otras bases de datos |                       |
| NCBI                         | NCBI view             |
| KEGG                         | KEGG view             |
| OMIM                         | OMIM view             |
| UniPlot                      | UniPlot view          |
| PDB                          | PDB view              |

### Mutaciones
Se han identificado por lo menos 20 mutaciones del gen SBDS asociadas con pacientes con síndrome Shwachman-Diamond. La mayoría de estas mutaciones son resultado de un intercambio de material genético entre el gen SBDS y un pseudogén cercano en el cromosoma 7.
Las mutaciones más comunes en gente con síndrome Shwachman-Diamond son la 258+2T>C, el cual cambia un nucleótido en la cadena de ADN en la región intron 2 del gen. Evitando la formación de la proteína RBDS.
Y 183-184TA>CT, la cual cambia 2 nucleótidos en el gen SBDS, agregando una señal de paro prematura. Se desconoce si esto forma una proteína recortada o promueve la formación de la proteína.

### Anemia Aplástica
Anemia aplástica es un desorden de la médula espinal que afecta entre 2 y 5 personas por millón en un año. Cerca del 75% de los casos son clasificados como idiopáticos, 15% son asociados a drogas o infecciones, y entre 5 y 10% son constitucionales, hereditarios.
Se identificaron mutaciones heterocigóticas en el gen SBDS en 4 de 91 pacientes no relacionados con anemia aplástica. Mostrando una pérdida parcial de la expresión del gen.

### Síntomas del síndrome de Shwachman-Bodian Diamond
- Anormalidades hematológicas como anemia macrocítica, leucopenia y trombocitopenia.
- Anormalidades esqueléticas como estatura corta, anormalidades en la caja torácica, deslizamiento de la epífisis de la cabeza femoral y deformaciones en la espina dorsal o dedos.
- Anormalidades Neurológicas que incluyen discapacidad mental, déficit de atención, disminución del funcionamiento ejecutivo, coordinación motora visual deteriorada y cambios de comportamiento, en el caso de niños que presentan la enfermedad.
- Insuficiencia pancreática exocrina causado por mala absorción y deficiencia de vitaminas liposolubles.

### Diagnóstico
Este síndrome puede presentarse en cualquier punto de la edad aunque es más común que sea diagnosticada a una temprana edad. La presencia de anomalías hematológicas e insuficiencia pancreática son necesarias para el diagnóstico clínico. Los pacientes tiene que cometerse a una prueba de cuantificación de grasa. La cantidad tripsinógeno e isoamilasa ayudan en el diagnóstico. También se suele realizar una prueba de electrolitos en el sudor que mide el nivel de cloruro en el sudor lo que ayuda a identificar si el paciente presenta el síndrome o fibrosis quística.
Actualmente también se hacen pruebas génicas para detectar mutaciones en este gen las cuales detectan el síndrome en el 90% de los casos aunque también se recomienda realizar más estudios.

### Tratamiento
Para el tratamiento de este síndrome es necesario el reemplazo de todas las moléculas que el cuerpo no puede generar u obtener. En el caso para la deficiencia pancreática es necesario administrar enzimas funcionales, controlar el nivel de vitaminas liposolubles, y tener una dieta aprobada por alguien certificado, todos los aspectos antes mencionados deben ser medidos y controlados de acuerdo a las necesidades cambiantes del paciente.
Para los problemas hematológicos es necesarios suministrar glóbulos rojos o plaquetas de acuerdo a los problemas que presente el paciente. Se deben de realizar estudios sanguíneos constantes para el correcto control del tratamiento. Los pacientes que presentan insuficiencia medular o leucemia necesitan un trasplante de células madre hematopoyéticas que es el único tratamiento curativo de estos síntomas.
Se debe de llevar un seguimiento del sistema esquelético para la detección de osteoporosis y control de los niveles de la vitamina D.
Los pacientes con SBDS deben tener evaluaciones neuropsicológicas de desarrollo regulares entre las edades de 5 a 18 años para evaluar la maduración cerebral adecuada.